# エージー (企業)
株式会社エージー（AZ,INC.）は、東京都中央区銀座に本社を置く、広告制作プロダクションである。1962年に三菱銀行（現・三菱UFJ銀行）の広告企画制作専属会社として発足する。社名のエージー（AZ）は、アドバタイジングのAからZまでの意味である。

## 概要・歴史
1962年6月4日、富士電機企画部宣伝課でコピーライターをしていた志垣芳星と、今村昌昭、串田武久、田中成典、奥村正光、黒須田伸次郎、沢田真一が発起人となり株式会社エージーが設立される。
同年7月、林忠、清水啓一郎が参画し、千代田区神田鎌倉町（現・千代田区内神田）に三菱銀行（現・三菱UFJ銀行）の広告企画制作専属会社として創業する。
創業当初より、三菱銀行、京王百貨店、カゴメなど、直クライアントを中心に、専任スタッフによるクリエイティブチームを結成し、コミュニケーション課題に取り組んでいる。
広告のプランニングからプロモーション戦略まで、メディアの枠に捉われず、マーケティング視点からユニークな提案のできるコミュニケーション・クリエイター集団といわれている。
2021年6月、創業60年を迎えるにあたり中央区銀座に移転している。

## 沿革
- 1962年（昭和37年）7月 千代田区に株式会社三菱銀行を主要顧客とする広告企画制作会社として創業する。
- 1965年（昭和40年）4月 株式会社京王百貨店の取引開始に伴い、新宿オフィスを開設する。
- 1967年（昭和42年）7月 中央区銀座に移転。三菱銀行丸の内本店に広宣課分室開設し15名を出向させる。
- 1969年（昭和44年）4月 カゴメ株式会社との取引開始。新聞、雑誌、TVCM、PKGの制作を開始する。
- 1972年（昭和47年）4月 カゴメ株式会社マーケティング課内に制作ルームを開設し4名を出向させる。
- 1983年（昭和58年）世界的なCIコンサルティング会社AGP（アンスパック・グロスマン・ポーチュガル）社と提携し、通帳から店舗環境まで三菱銀行のCI導入を実施する。
- 1983年（昭和58年）カゴメ株式会社のコーポレートロゴマークを松永真と社名ロゴタイプ・商品ロゴタイプを山口至剛とともに制定し、CI導入を実施する。
- 1985年（昭和60年）4月 CM制作部門を新設する。
- 1995年（平成7年）90年代後半から直取引クライントに加え、広告代理店との協業を始める。
- 2007年（平成19年）4月 新宿オフィスを分社化し、株式会社エージー新宿を設立する。
- 2010年（平成22年）3月 港区新橋に移転する。
- 2012年（平成24年）7月 創業50年を迎える。
- 2021年（令和3年） 6月 中央区銀座に移転する。
- 2022年（令和4年） 7月 創業60年を迎える。

## 関連会社
- 株式会社アンクラウド
- 株式会社エージー新宿